# Paranonychus
Paranonychus is een geslacht van hooiwagens uit de familie Paranonychidae.
De wetenschappelijke naam Paranonychus is voor het eerst geldig gepubliceerd door Briggs in 1971.

## Soorten
Paranonychus omvat de volgende 3 soorten:
- Paranonychus brunneus
- Paranonychus concolor
- Paranonychus fuscus